# Брагинцы
Брагинцы́ (укр. Брагинці́) — село, расположенное на территории Прилукского района Черниговской области (Украина).